# José Justo Milla Pineda
José Justo Milla Pineda (* 1794 in Gracias, Departamento Lempira, Honduras; † 1838 in Mexiko-Stadt) war vom 11. Februar 1824 bis 4. Mai 1824 Supremo Director der Provinz Nicaragua innerhalb der Zentralamerikanischen Konföderation sowie ein honduranischer General und Politiker.

## Leben
Milla wurde als Sohn des José Antonio de la Milla und der Feliciana Pineda Arriaga in der osthonduranischen Stadt Gracias geboren. Er war verheiratet mit Mercedes Vidaurre Molina, mit der er mehrere Kinder hatte, darunter den späteren Schriftsteller José Milla y Vidaurre.
Milla durchlief eine militärische Laufbahn und absolvierte seine Offiziersausbildung in Guatemala-Stadt. Zum Zeitpunkt der Unabhängigkeitserklärung Mittelamerikas von Spanien im Jahre 1821 bekleidete er den Rang eines Sergeant Major der Kavallerie.
Er schloss sich der konservativen Partei an und befürwortete den von Gabino Gaínza betriebenen Anschluss Mittelamerikas an das Kaiserreich Mexiko. Nach der Unabhängigkeit Mittelamerikas von Mexiko im Jahre 1823 und der Vereinigung der Provinzen Comayagua und Tegucigalpa zur Provinz Honduras (als Bundesstaat der Zentralamerikanischen Konföderation) wurde Milla am 16. September 1824 zum stellvertretenden Staatschef der Provinz gewählt.
Als im Oktober 1826 der Präsident der Konföderation, Manuel José Arce, angesichts der heftigen Kritik der Abgeordneten seiner eigenen (liberalen) Partei an seiner zunehmend konservativen Regierungspolitik – entgegen der Verfassung – das Föderationsparlament auflöste, kam es zu massiven öffentlichen Protesten, denen sich auch der liberale Staatschef von Honduras Dionisio de Herrera anschloss. Daraufhin trat Milla am 7. Januar 1827 als stellvertretender Staatschef zurück. Er übernahm stattdessen das Kommando über eine 200 Mann starke Einheit der Föderationstruppen, mit der er von Guatemala aus nach Honduras einmarschierte und am 10. Mai 1827 Herrera stürzte. Bis zur Wahl eines Nachfolgers am 13. September 1827 übernahm Milla provisorisch selbst das Amt des Staatschefs. Bereits am 11. November des gleichen Jahres wurde er jedoch von einer Truppe unter dem Befehl von Francisco Morazán vernichtend geschlagen und zog sich nach Guatemala zurück. Dort wurde er nach dem Sturz des Föderationspräsidenten Arce durch Morazán am 26. Mai 1829 gefangen genommen und durch Beschluss vom 22. August des gleichen Jahres aus Zentralamerika verbannt. Er ging nach Mexiko, wo er die letzten Jahre seines Lebens verbrachte und im Alter von nur 44 Jahren starb.
| Vorgänger                            | Amt                                                                   | Nachfolger    |
| ------------------------------------ | --------------------------------------------------------------------- | ------------- |
| —                                    | Supremo Director der Provinz Nicaragua 11. Februar 1824–4. Mai 1824   | Manuel Arzú   |
| Dionisio de Herrera y Díaz del Valle | Supremo Director der Provinz Honduras 10. Mai 1827–13. September 1827 | Cleto Bendaña |

| Personendaten    | Personendaten                        |
| ---------------- | ------------------------------------ |
| NAME             | Milla Pineda, José Justo             |
| KURZBESCHREIBUNG | honduranischer General und Politiker |
| GEBURTSDATUM     | 1794                                 |
| GEBURTSORT       | Gracias                              |
| STERBEDATUM      | 1838                                 |
| STERBEORT        | Mexiko-Stadt                         |